# Marcia Vásconez Roldán
Marcia Vásconez Roldán (Guaranda, 1960) es una artista plástica ecuatoriana, ganadora del premio Mariano Aguilera en 1986. Varias de sus obras son parte del espacio público de ciudades como Quito, Guayaquil, Loja, Ambato, Puyo, entre otras. Es hermana de la también escultora y ceramista Victoria Vásconez Roldán, con quien comparte un afamado taller en el Centro Histórico de la capital ecuatoriana.

## Biografía
Aficionada a la escultura desde su juventud, estudió en la facultad de Artes de la Universidad Central del Ecuador, donde fue influenciada por su maestro César Bravomalo, aunque también se considera admiradora del trabajo del impresionista francés Rodin. Su obra titulada El Florón ganó el premio Mariano Aguilera en el año 1986, con lo cual alcanzó notoriedad. Seis años después la administración del alcalde de Quito, Jamil Mahuad, le pidió que la reprodujece a gran escala para formar parte del ornato de la ciudad; y a partir de entonces el trabajo de Vásconez incluyó siete esculturas más, de similares características y estilo, que actualmente se encuentran en diferentes puntos de la urbe.

## Trabajo
La técnica que utiliza para crear sus esculturas es la del ferrocemento: una estructura de varillas que cubre con una malla metálica, y sobre esto se coloca una capa de aproximadamente seis centímetros de mortero de cemento, asegurándose que los materiales que recubren las figuras sean resistentes a la intemperie. También utiliza la cerámica.
Para la artista, sus obras deben representar las costumbres, historia e identidad de los ecuatorianos, que produce un sentido de apropiación de la ciudadanía con el uso de sus esculturas, se identifica con las imágenes, no conciben ese espacio sin su presencia. Además, se sienten ofendidas cuando son violentadas.

### Obras
Entre sus trabajos más conocidos se encuentran:
- El Florón (1992), ubicado en el parque Benjamín Carrión, Quito.
- La Ronda (1992), ubicada en el parque de la Villaflora, Quito.
- Las Bañistas (1993), ubicada en la parroquia de Cumbayá, Quito.
- Saraguros (1996), ubicada en la ciudad de Loja.
- Carabelas de Colón (1997), en la ciudad de Guayaquil.
- Homenaje al Artesano de balsa (1999), en la ciudad de Puyo.
- Homenaje al Maestro (2002), en el recinto La Salvación, Manabí.
- Juego de Niños (2012), en la ciudad de Ambato.

### Premios
Marcia Vásconez ha recibido varios premios a lo largo de su carrera:
- Primer premio Adquisición, Salón Mariano Aguilera, Quito (1986).
- Primer premio, Salón Nacional de Máscaras, IADAP, Quito (1987).
- Premio especial, Fundación Charles Darwin, IADAP, Quito (1988).
- Segundo premio, II Bienal de Artes, Lima (1996).